# Afrodita de Cnidos
L'Afrodita de Cnidos (o Cnido) va ser una escultura grega antiga de la deessa Afrodita creada per Praxíteles d'Atenes al voltant del segle iv aC. Va ser una de les primeres representacions a mida real de la forma femenina nua de la història grega, mostrant una idea alternativa a la nuesa heròica masculina. L'Afrodita de Praxíteles es mostra nua, agafant una tovallola de bany mentre es cobria el pubis, que, al seu torn, deixa al descobert els seus pits. Fins aquell moment, l'escultura grega havia estat dominada per figures nus masculins. L'escultura grega original ja no existeix; tanmateix, moltes còpies romanes sobreviuen d'aquesta influent obra d'art. Les variants de la Venus Pudica (que suggereixen una acció per cobrir els pits) són la Venus de Mèdici i Venus Capitolinai la Venus Colonna.

## Original
L'Afrodita de Cnidos va ser encarregada com a estàtua de culte per al temple d'Afrodita a Cnidos a l'antiga Cnidos (Àsia Menor). L'original, va desaparèixer en un incendi a Constantinoble, on l'havia portat l'emperador Teodosi. Representava la deessa Afrodita mentre es preparava per al bany ritual que li restablia la puresa, descartant els seus draps amb una mà, mentre amb l'altra es protegia modestament. La col·locació de les seves mans enfosquia la seva zona púbica, alhora que crida l'atenció sobre la part superior del cos exposada. L'estàtua és famosa per la seva bellesa i està dissenyada per ser apreciada des de tots els angles.
Com que les diferents còpies mostren diferents formes corporals, postures i accessoris, l'original només es pot descriure en termes generals; el cos girant en posició de contrapposto, amb el cap probablement girat cap a l'esquerra.
El nu femení va aparèixer gairebé tres segles després dels primers homòlegs masculins nus de l'escultura grega, els Curos; les figures femenines de Cora estaven vestides. Abans la nuesa era una mostra heroica assignada només als homes. Quan va fer l'Afrodita de Cnidos, Spivey argumenta que la seva iconografia es pot atribuir a que Praxíteles va crear l'estàtua amb la intenció de ser vista pels espectadors masculins. L'evidència aclaparadora d'agregacions suggereix que l'escultura de Cnidos estava pensada per evocar respostes masculines de la sexualitat en veure l'estàtua, que es deia que havien estat encoratjades pel personal del temple. L'Afrodita de Cnidos va establir un cànon per a les proporcions del nu femení, va inspirar moltes còpies, la millor de les quals es considera la Colonna Cnida al Museu Pio-Clementine del Vaticà. Una còpia romana, es creu que no coincideix amb la bellesa polida de l'original, que va ser destruïda per l'incendi de la Biblioteca Imperial de Constantinoble l'any 475. Segons un relat de Plini el Vell, Praxíteles va esculpir tant el nu com el vestit de l'estàtua d'Afrodita. La ciutat de Cos va comprar l'estàtua vestida, perquè consideraven que la versió nua era indecent i es reflectia malament a la seva ciutat, mentre que la ciutat de Cnidos va comprar l'estàtua nua. Plini afirma que va donar fama a Cnidos i les monedes hi són emeses que representen l'estàtua semblen confirmar-ho.

## Versions
- Afrodita de Cnidos (Venus Colonna), còpia romana. Museu Pio Clementino, Vaticà
- Cap de l'Afrodita de Cnidos, còpia romana. Museu del Prado, Madrid
- Cap de l'Afrodita de Cnidos, (núm. 421) còpia romana, s. II dC. Museu del Louvre, París
- Cap de l'Afrodita de Cnidos, (núm. 561) còpia romana, s. II dC ?. Museu del Louvre, París
- Cap Kaufmann, cap a 150 aC. Museu del Louvre, París
- Afrodita de Cnidos, còpia del segle ii. Museu del Louvre, París
- Cap de l'Afrodita de Cnidos, còpia romana. Museu Arqueològic d'Olímpia
- Cap de l'Afrodita de Cnidos, còpia romana. Museu Arqueològic d'Atenes
- Afrodita de Cnidos, còpia. Museu Palau Altemps, Roma
- Afrodita Braschi, Gliptoteca de Múnic
- Afrodita de Cnidos, còpia al Museu Puixkin, de Moscou
- Copia al Museu Nacional Arqueològic de Tarragona

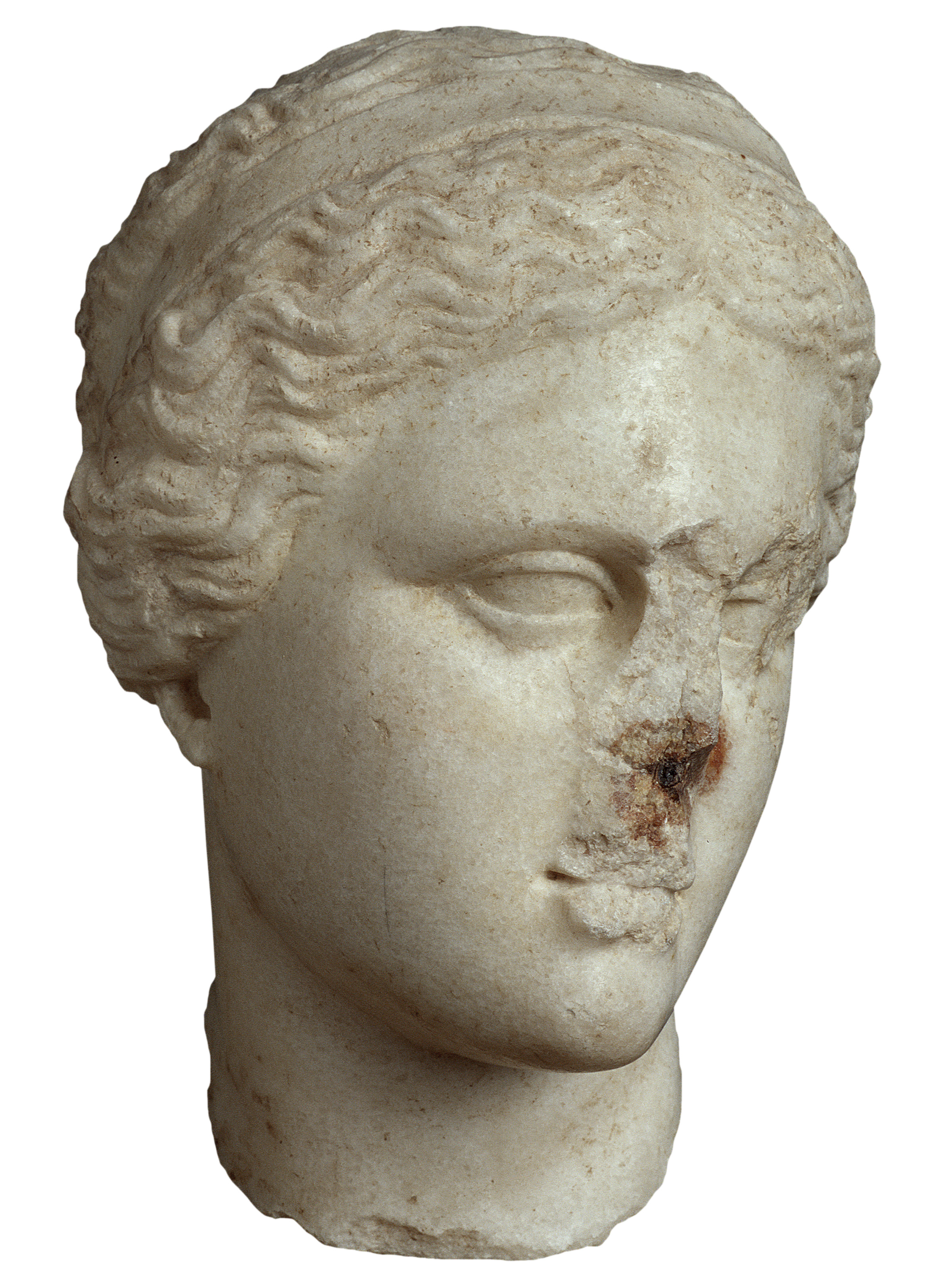
Còpia de la Venus de Cnidos Al MNAT
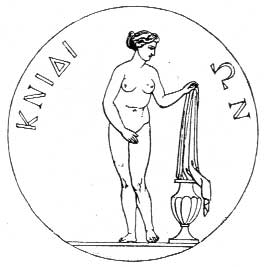
Afrodita de Cnidos representada en una moneda antiga
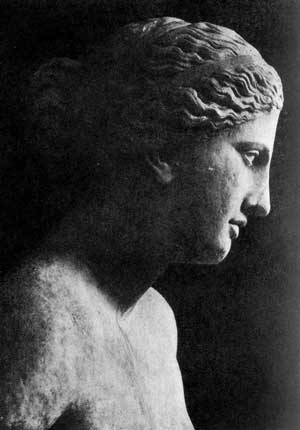
Venus Colonna
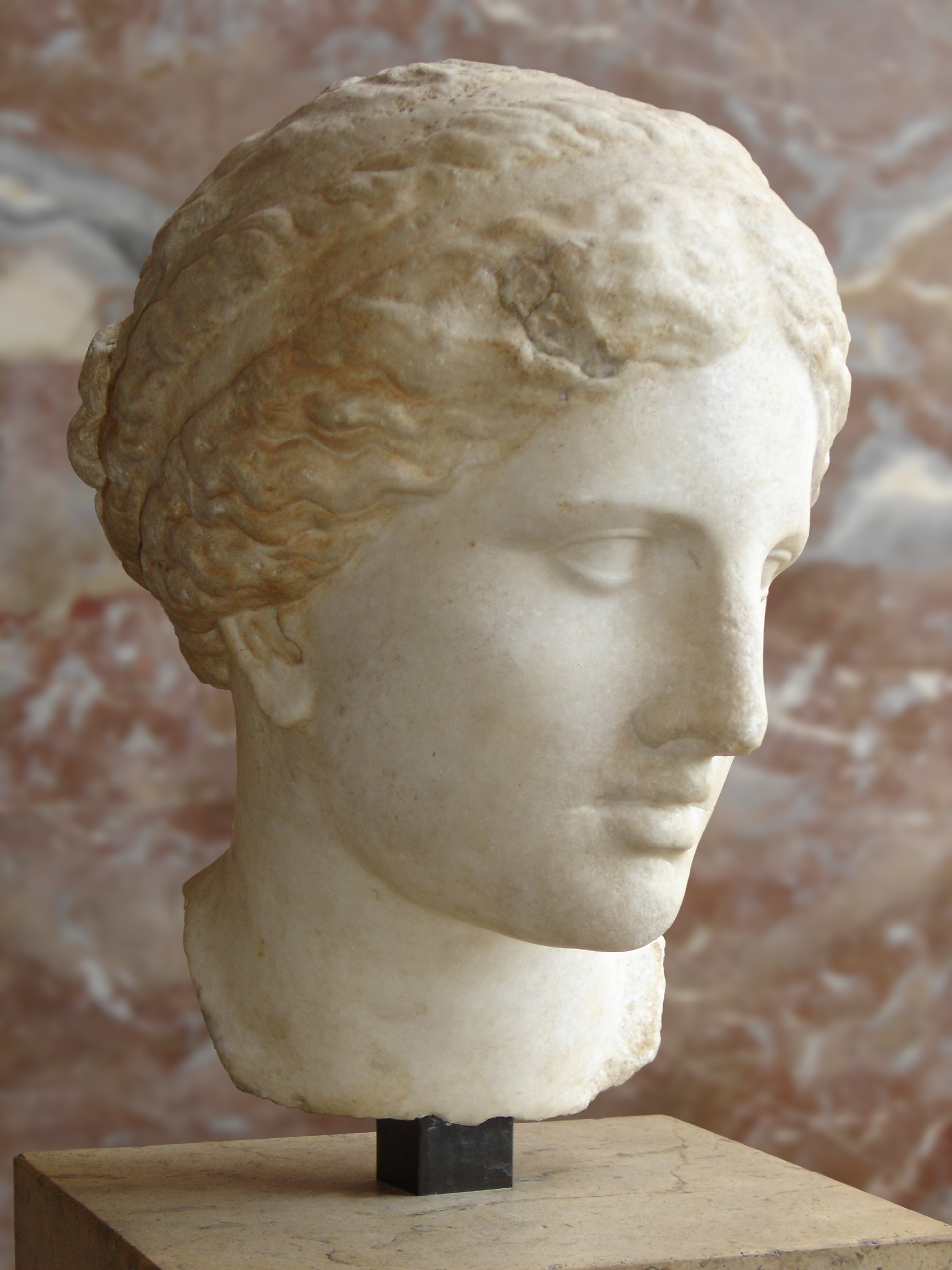
Cap Kaufmann
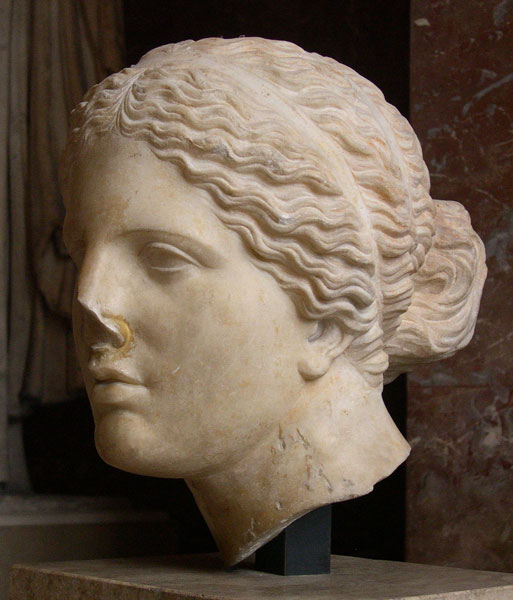
Cap de l'Afrodita de Cnidos Louvre, 421
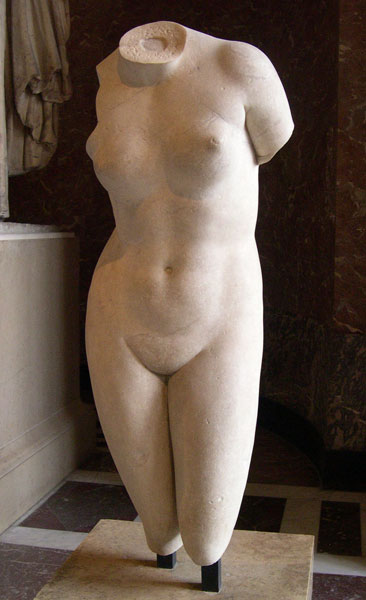
Tors de l'Afrodita de Cnidos Museu del Louvre
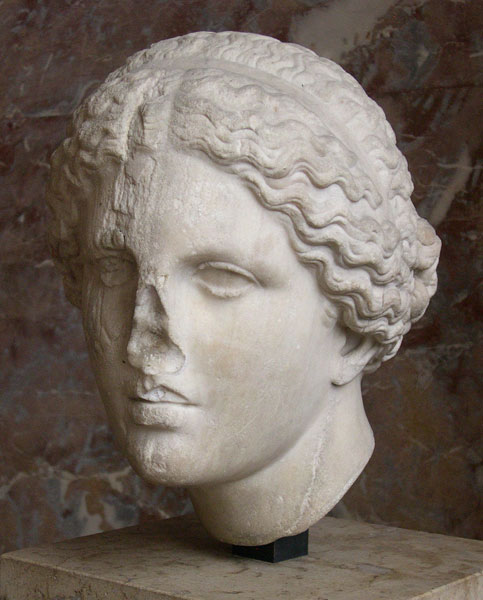
Cap de 'Afrodita de Cnidos Louvre 561
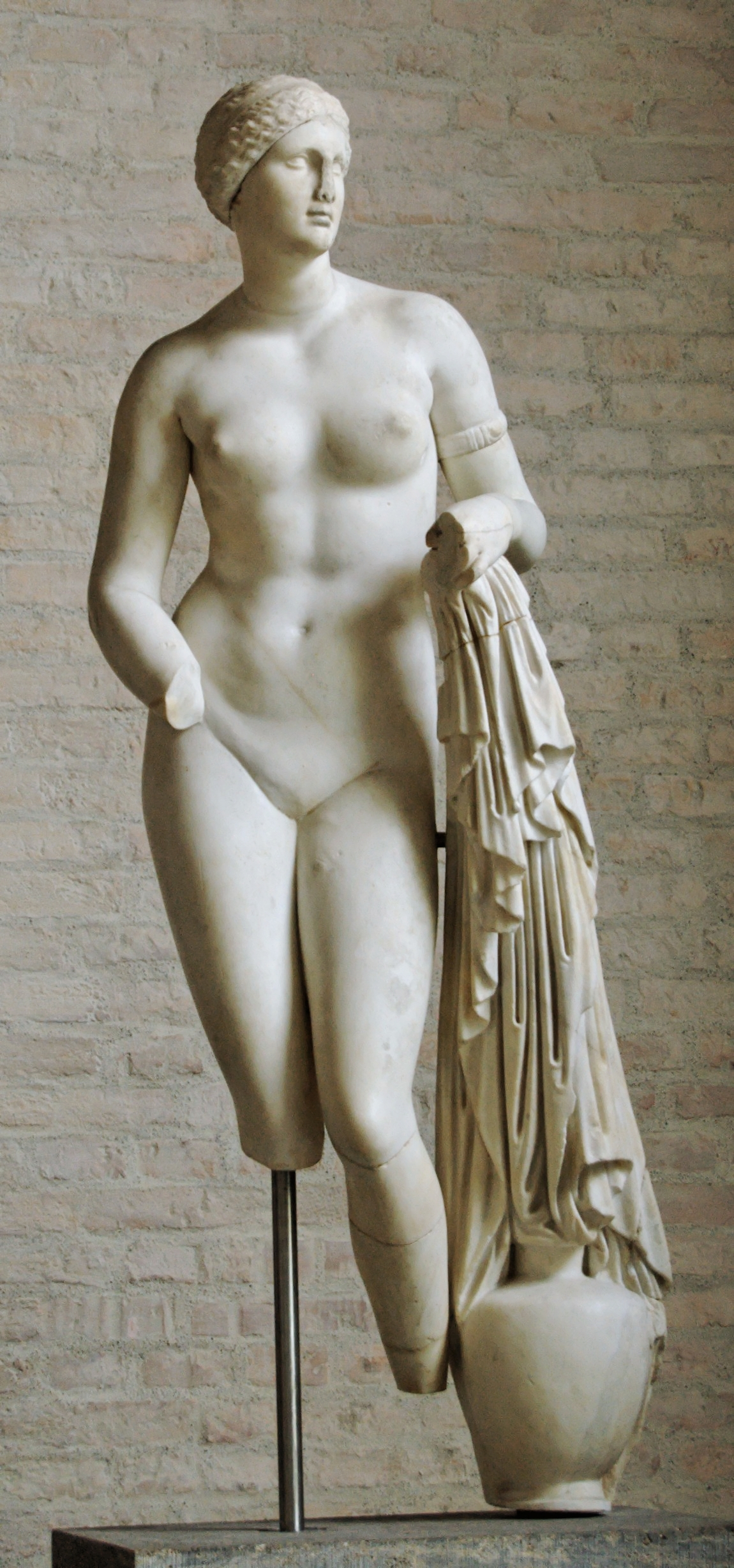
Afrodita Braschi, Gliptoteca de Múnic
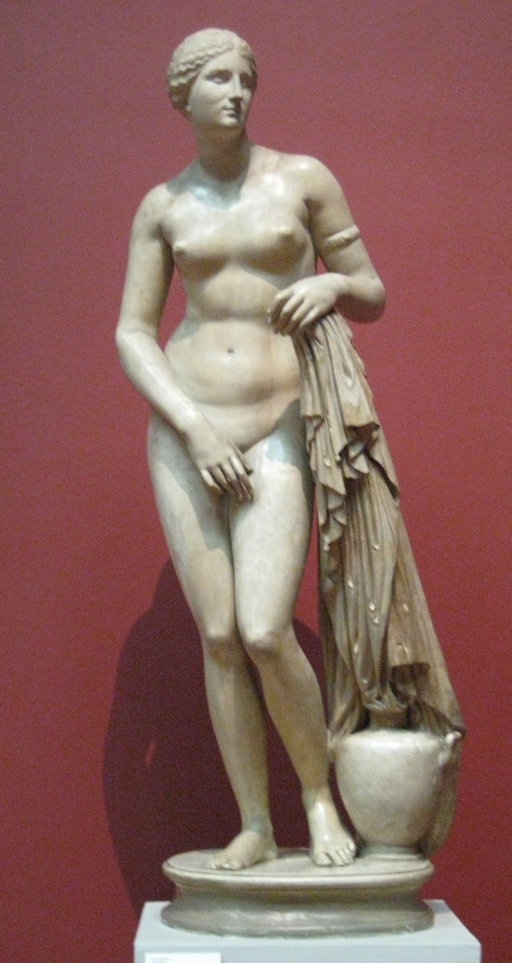
'Afrodita de Cnidos, Museu Puixkin Moscou